# Саша Чирич
Саша Чирич (мак. Саша Ќириќ, нар. 11 січня 1968, Куманово) — македонський футболіст, що грав на позиції нападника.
Насамперед відомий виступами за клуби «Айнтрахт» та «Нюрнберг», а також національну збірну Македонії.

## Клубна кар'єра
У дорослому футболі дебютував 1986 року виступами за команду клубу «Слога Югомагнат», в якій провів один сезон. 
Згодом з 1987 по 2000 рік грав у складі команд клубів «Металург» (Скоп'є), «Пелістер», «Вардар», ЦСКА (Софія), «Вардар», «Аарау», «Нюрнберг» та «Теніс Боруссія».
Своєю грою за останню команду привернув увагу представників тренерського штабу клубу «Айнтрахт», до складу якого приєднався 2000 року. Відіграв за франкфуртський клуб наступні два сезони своєї ігрової кар'єри. У складі «Айнтрахта» (Франкфурт-на-Майні) був одним з головних бомбардирів команди, маючи середню результативність на рівні 0,44 голу за гру першості.
У 2002 році повернувся до клубу «Нюрнберг». Цього разу провів у складі його команди два сезони. Більшість часу, проведеного у складі «Нюрнберга», був основним гравцем атакувальної ланки команди. В новому клубі був серед найкращих голеодорів, відзначаючись забитим голом в середньому щонайменше у кожній третій грі чемпіонату.
Завершив професійну ігрову кар'єру у нижчоліговому клубі «Кікерс» (Оффенбах), за команду якого виступав протягом 2004—2006 років.

## Виступи за збірну
У 1995 році дебютував в офіційних матчах у складі національної збірної Македонії. Протягом кар'єри у національній команді, яка тривала 10 років, провів у формі головної команди країни лише 26 матчів, забивши 8 голів.